# Escarcha (cosmético)

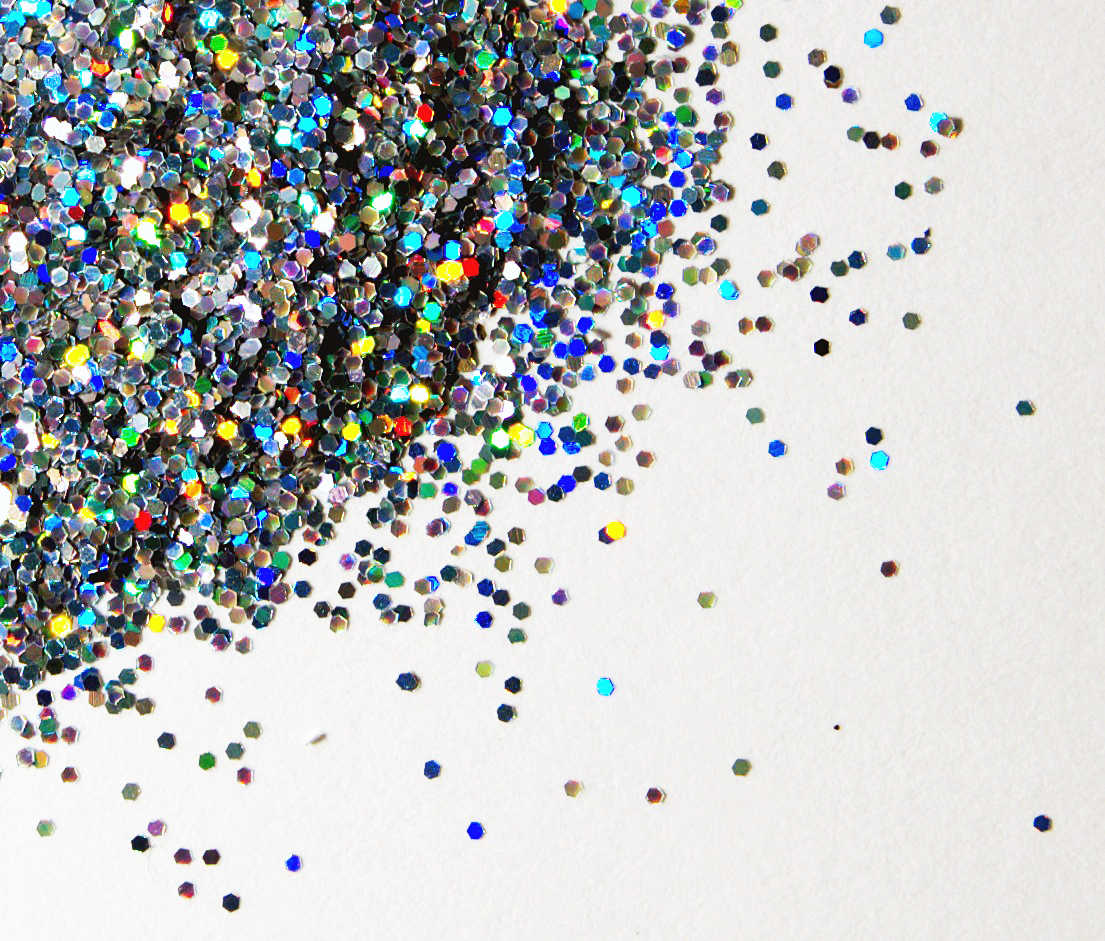
Muestra de escarcha.

La escarcha, purpurina, brillantina, mirella, diamantina o brillibrilli es una variedad muy pequeña (cerca de 1 mm²) de pedazos de plásticos copolimerizados, hojas de aluminio, dióxido de titanio, óxidos de hierro, oxicloreto de bismuto u otros materiales pintados con colores metálicos, de neón y colores iridiscentes para reflejar la luz en un espectro de espumantes. Los trozos de plástico se fabrican directamente con un tamaño muy pequeño, por lo que es considerada un plástico primario. Cada pieza está formada por varias capas con un núcleo hexagonal de PET revestido, por lo general, de aluminio coloreado más otra capa de polímero transparente. Los diferentes colores que puede tener dependen del producto que se utilice para elaborarla.

## Historia
Desde épocas antiguas, la purpurina se ha fabricado a partir de diferentes materiales. Existen pinturas rupestres que datan de entre el 40.000 y el 10.000 a. C. decoradas con partículas de mica, un mineral flexible, elástico y brillante también utilizado por los mayas. Las mujeres hindúes la utilizaban para decorar su piel y las de Egipto y la Antigua Grecia obtenían estos pequeños brillantes triturando escarabajos, de la malaquita o del plomo. En 1934 Henry Ruschmann, un inmigrante alemán en Estados Unidos, encontró la forma de triturar el plástico para fabricar de forma masiva la purpurina y en 1948, fundó en Nueva Jersey la empresa Meadowbrooks Inventions.  En 1942, el New York Times publicó un artículo sobre cómo usar la purpurina en la decoración principalmente  navideña.
La palabra «brillante» se usa frecuentemente para referirse sistemáticamente al glamur, pero superficial. A partir de este significado viene el término glitterati para referirse a las estrellas de pop (la palabra se deriva de glitter y literati[cita requerida]).

## Usos
Generalmente se vende y almacena en pequeños tubos semejantes a saleros, que tienen aperturas que controlan el flujo, y que contienen uno o más colores. Se aplica en forma permanente con pegamento fuerte, o en forma temporal por medio de otros materiales pegajosos, como maquillajes. No debe confundirse con el «confeti», que contiene pedazos más grandes, ni tampoco con las «lentejuelas», que también son mayores.
Debido a los efectos brillantes que se pueden conseguir con facilidad, se usa en manualidades, artesanía, disfraces y todo tipo de proyectos decorativos, pero también en cosméticos y ropa. Puede añadirse a las gomas y plásticos, aunque se adhiere con facilidad a la piel humana a causa de los aceites naturales presentes en esta o por la electricidad estática.

## Impacto ambiental
Puesto que es un microplástico no reciclable y su composición suele incluir metales fusionados, no es sostenible su producción y no es biodegradable. Además, se trata de partículas muy pequeñas que se dispersan con facilidad por el aire, el suelo y el agua donde permanecen durante siglos. Muchas empresas han encontrado alternativas ecológicas a la purpurina como los nano cristales de celulosa sintetizados por la Universidad de Cambridge.
En 2023 la Unión Europea publicó un reglamento destinado a restringir el uso de microplásticos y a prohibir la comercialización de algunos productos, entre ellos, los que incorporan determinadas purpurinas.